# Kvalifikace na Mistrovství Evropy ve fotbale 2012 – skupina C
Skupina C kvalifikace na Mistrovství Evropy ve fotbale 2012 byla jednou z 9 kvalifikačních skupin na tento šampionát. Postup na závěrečný turnaj si zajistil vítěz skupiny. Druhý tým skupiny hrál buď baráž, nebo postoupil také přímo (pokud byl nejlepší v žebříčku týmů na druhých místech).

## Tabulka
| Tým             | Z  | V | R | P | GV | GI | +/- | B  |
| --------------- | -- | - | - | - | -- | -- | --- | -- |
| Itálie          | 10 | 8 | 2 | 0 | 20 | 2  | +18 | 26 |
| Estonsko        | 10 | 5 | 1 | 4 | 15 | 14 | +1  | 16 |
| Srbsko          | 10 | 4 | 3 | 3 | 13 | 12 | +1  | 15 |
| Slovinsko       | 10 | 4 | 2 | 4 | 11 | 7  | +4  | 14 |
| Severní Irsko   | 10 | 2 | 3 | 5 | 9  | 13 | -4  | 9  |
| Faerské ostrovy | 10 | 1 | 1 | 8 | 6  | 26 | -20 | 4  |

## Zápasy
| 11. srpna 2010           |        |                 |                                                                             |
| Estonsko                 | 2 – 1  | Faerské ostrovy | A. Le Coq Arena, Tallinn diváci: 5 201 rozhodčí: Ante Vučemilović-Šimunović |
| Saag 90+1' Piiroja 90+3' | Report | 28' Edmundsson  | A. Le Coq Arena, Tallinn diváci: 5 201 rozhodčí: Ante Vučemilović-Šimunović |

| 3. září 2010    |        |                                       |                                                               |
| Faerské ostrovy | 0 – 3  | Srbsko                                | Tórsvøllur, Tórshavn diváci: 1 500 rozhodčí: Albert Toussaint |
|                 | Report | 14' Lazović 18' Stanković 90+1' Žigić | Tórsvøllur, Tórshavn diváci: 1 500 rozhodčí: Albert Toussaint |

| 3. září 2010 |        |                         |                                                                          |
| Estonsko     | 1 – 2  | Itálie                  | A. Le Coq Arena, Tallinn diváci: 9 000 rozhodčí: Carlos Velasco Carballo |
| Zenjov 31'   | Report | 60' Cassano 63' Bonucci | A. Le Coq Arena, Tallinn diváci: 9 000 rozhodčí: Carlos Velasco Carballo |

| 3. září 2010 |        |               |                                                                      |
| Slovinsko    | 0 – 1  | Severní Irsko | Stadion Ljudski vrt, Maribor diváci: 11 582 rozhodčí: Cristian Balaj |
|              | Report | 70' Evans     | Stadion Ljudski vrt, Maribor diváci: 11 582 rozhodčí: Cristian Balaj |

| 7. září 2010 |        |               |                                                                               |
| Srbsko       | 1 – 1  | Slovinsko     | Stadion Crvena Zvezda, Bělehrad diváci: 30 000 rozhodčí: Olegário Benquerença |
| Žigić 86'    | Report | 63' Novaković | Stadion Crvena Zvezda, Bělehrad diváci: 30 000 rozhodčí: Olegário Benquerença |

| 7. září 2010                                                      |        |                 |                                                                            |
| Itálie                                                            | 5 – 0  | Faerské ostrovy | Stadio Artemio Franchi, Florencie diváci: 19 266 rozhodčí: Aleksej Kulbaov |
| Gilardino 11' De Rossi 22' Cassano 27' Quagliarella 81' Pirlo 90' | Report |                 | Stadio Artemio Franchi, Florencie diváci: 19 266 rozhodčí: Aleksej Kulbaov |

| 8. října 2010 |        |                                            |                                                                        |
| Srbsko        | 1 – 3  | Estonsko                                   | Stadion FK Partizan, Bělehrad diváci: 10 000 rozhodčí: Maksim Lajuškin |
| Žigić 60'     | Report | 63' Kink 73' Vassiljev 90+1' (vl.) Luković | Stadion FK Partizan, Bělehrad diváci: 10 000 rozhodčí: Maksim Lajuškin |

| 8. října 2010 |        |        |                                                             |
| Severní Irsko | 0 – 0  | Itálie | Windsor Park, Belfast diváci: 15 150 rozhodčí: Tony Chapron |
|               | Report |        | Windsor Park, Belfast diváci: 15 150 rozhodčí: Tony Chapron |

| 8. října 2010                                       |        |                 |                                                                    |
| Slovinsko                                           | 5 – 1  | Faerské ostrovy | Stadion Stožice, Lublaň diváci: 15 750 rozhodčí: Stanislav Todorov |
| Matavž 25', 36', 66' Novakovič 72' (pen.) Dedič 84' | Report | 90+3' Mouristen | Stadion Stožice, Lublaň diváci: 15 750 rozhodčí: Stanislav Todorov |

| 12. října 2010  |        |               |                                                                |
| Faerské ostrovy | 1 – 1  | Severní Irsko | Svangaskarð, Tórshavn diváci: 1 921 rozhodčí: Cyril Zimmermann |
| Holst 60'       | Report | 76' Lafferty  | Svangaskarð, Tórshavn diváci: 1 921 rozhodčí: Cyril Zimmermann |

| 12. října 2010 |                                 |        |                                                      |
| Itálie         | 3 – 0 (kont.) kvůli výtržnostem | Srbsko | Stadio Luigi Ferraris, Janov rozhodčí: Craig Thomson |
|                | Report                          |        | Stadio Luigi Ferraris, Janov rozhodčí: Craig Thomson |

| 12. října 2010 |        |                      |                                                                 |
| Estonsko       | 0 – 1  | Slovinsko            | A. Le Coq Arena, Tallinn diváci: 5 722 rozhodčí: Tommy Skjerven |
|                | Report | 66' (vl.) Sidorenkov | A. Le Coq Arena, Tallinn diváci: 5 722 rozhodčí: Tommy Skjerven |

| 25. března 2011 |        |           |                                             |
| Slovinsko       | 0 – 1  | Itálie    | Lublaň diváci: 16 500 rozhodčí: Felix Brych |
|                 | Report | 73' Motta | Lublaň diváci: 16 500 rozhodčí: Felix Brych |

| 25. března 2011        |        |               |                                               |
| Srbsko                 | 2 – 1  | Severní Irsko | Bělehrad diváci: 200 rozhodčí: Serge Gumienny |
| Pantelić 65' Tošić 74' | Report | 40' McAuley   | Bělehrad diváci: 200 rozhodčí: Serge Gumienny |

| 29. března 2011 |        |           |                                                |
| Severní Irsko   | 0 – 0  | Slovinsko | Belfast diváci: 11 299 rozhodčí: Björn Kuipers |
|                 | Report |           | Belfast diváci: 11 299 rozhodčí: Björn Kuipers |

| 29. března 2011 |        |              |                                             |
| Estonsko        | 1 – 1  | Srbsko       | Tallinn diváci: 5 185 rozhodčí: Bas Nijhuis |
| Vassiljev 84'   | Report | 38' Pantelić | Tallinn diváci: 5 185 rozhodčí: Bas Nijhuis |

| 3. června 2011  |        |                                  |                                               |
| Faerské ostrovy | 0 – 2  | Slovinsko                        | Tórshavn diváci: 974 rozhodčí: Oliver Drachta |
|                 | Report | Matavž 29' Baldvinsson 47' (vl.) | Tórshavn diváci: 974 rozhodčí: Oliver Drachta |

| 3. června 2011                    |        |          |                                                     |
| Itálie                            | 3 – 0  | Estonsko | Modena diváci: 21 151 rozhodčí: Alexandru Dan Tudor |
| Rossi 21' Cassano 39' Pazzini 68' | Report |          | Modena diváci: 21 151 rozhodčí: Alexandru Dan Tudor |

| 7. června 2011                       |        |          |                                              |
| Faerské ostrovy                      | 2 – 0  | Estonsko | Toftir diváci: 1 715 rozhodčí: Antti Munukka |
| Benjaminsen 43' (pen.) A. Hansen 47' | Report |          | Toftir diváci: 1 715 rozhodčí: Antti Munukka |

| 10. srpna 2011                       |        |                 |                                                 |
| Severní Irsko                        | 4 – 0  | Faerské ostrovy | Belfast diváci: 15 000 rozhodčí: Emir Alecković |
| Hughes 5' Davis 66' McCourt 71', 87' | Report |                 | Belfast diváci: 15 000 rozhodčí: Emir Alecković |

| 2. září 2011    |        |             |                                               |
| Faerské ostrovy | 0 – 1  | Itálie      | Tórshavn diváci: 5 654 rozhodčí: Tamás Bognar |
|                 | Report | Cassano 11' | Tórshavn diváci: 5 654 rozhodčí: Tamás Bognar |

| 2. září 2011 |        |                                |                                                |
| Slovinsko    | 1 – 2  | Estonsko                       | Lublaň diváci: 15 480 rozhodčí: Stephan Studer |
| Matavž 78'   | Report | Vassiljev 29' (pen.) Purje 81' | Lublaň diváci: 15 480 rozhodčí: Stephan Studer |

| 2. září 2011  |        |              |                                                   |
| Severní Irsko | 0 – 1  | Srbsko       | Belfast diváci: 13 026 rozhodčí: Thomas Einwaller |
|               | Report | Pantelić 67' | Belfast diváci: 13 026 rozhodčí: Thomas Einwaller |

| 6. září 2011 |        |           |                                                      |
| Itálie       | 1 – 0  | Slovinsko | Florencie diváci: 18 000 rozhodčí: Svein Oddvar Moen |
| Pazzini 85'  | Report |           | Florencie diváci: 18 000 rozhodčí: Svein Oddvar Moen |

| 6. září 2011                          |        |                 |                                                    |
| Srbsko                                | 3 – 1  | Faerské ostrovy | Bělehrad diváci: 9 000 rozhodčí: Arman Amirkhanyan |
| Jovanović 6' Tošić 22' Kuzmanović 69' | Report | Benjaminsen 37' | Bělehrad diváci: 9 000 rozhodčí: Arman Amirkhanyan |

| 6. září 2011                            |        |                   |                                                   |
| Estonsko                                | 4 – 1  | Severní Irsko     | Tallinn diváci: 8 660 rozhodčí: Daniel Stålhammar |
| Vunk 28' Kink 32' Zenjov 59' Saag 90+3' | Report | Piiroja 40' (vl.) | Tallinn diváci: 8 660 rozhodčí: Daniel Stålhammar |

| 7. října 2011 |        |                           |                                               |
| Severní Irsko | 1 – 2  | Estonsko                  | Belfast diváci: 12 768 rozhodčí: Manuel Gräfe |
| Davis 22'     | Report | Vassiljev 77' (pen.), 84' | Belfast diváci: 12 768 rozhodčí: Manuel Gräfe |

| 7. října 2011 |        |              |                                                 |
| Srbsko        | 1 – 1  | Itálie       | Bělehrad diváci: 30 000 rozhodčí: Pedro Proença |
| Ivanović 26'  | Report | Marchisio 1' | Bělehrad diváci: 30 000 rozhodčí: Pedro Proença |

| 11. října 2011                     |        |               |                                                      |
| Itálie                             | 3 – 0  | Severní Irsko | Pescara diváci: 19 480 rozhodčí: Antonio Mateu Lahoz |
| Cassano 21', 53' McAuley 74' (vl.) | Report |               | Pescara diváci: 19 480 rozhodčí: Antonio Mateu Lahoz |

| 11. října 2011 |        |        |                                                    |
| Slovinsko      | 1 – 0  | Srbsko | Maribor diváci: 9 848 rozhodčí: Frank De Bleeckere |
| Vršič 45+1'    | Report |        | Maribor diváci: 9 848 rozhodčí: Frank De Bleeckere |